# Исламские течения
Исламские течения (также исламские направления или исламские деноминации) по-разному понимают ислам.
Расхождение течений в исламе началось при Омейядах и продолжалось во времена Аббасидов, в эпоху Золотого века ислама когда учёные начали переводить на арабский язык труды древнегреческих и иранских учёных, анализировать и интерпретировать эти труды с исламской точки зрения. Несмотря на то, что ислам сплачивал людей на основе общности религии, этноконфессиональные противоречия в мусульманских странах не исчезли. Данное обстоятельство нашло отражение в разных течениях мусульманской религии. Все различия между течениями в исламе (суннизмом и шиизмом) фактически сводятся к вопросам правоприменения, а не догматики. Ислам считается единой религией всех мусульман, но между представителями исламских течений существует ряд разногласий. Имеются также значительные несовпадения в принципах юридических решений, характере праздников, в отношении к иноверцам.
Около 85% мусульман мира составляют сунниты, 15 % — шииты вместе с небольшим меньшинством, в которое входят члены исламских течений (ахмадиты, алавиты, друзы, ибадиты, исмаилиты и др.).
В суннитском исламе могут быть различные акида (Асария, Ашаризм и Матуридизм) и мазхабы (Ханафи, Малики, Шафи'и и Ханбали).  

## Сунниты
Сунниты, Ахлю Сунна валь-Джамаат (от араб. أهل السنة‎ ‘ахлю ас-сунна) — самое крупное течение в исламе. Люди сунны считают законными преемниками Мухаммеда первых четырёх халифов — Абу Бакра, Умара, Усмана и Али — а также признают Коран и многочисленные предания (сунну) о пророке Мухаммеде (два самых авторитетных для них источника — сборники хадисов аль-Бухари и Муслима). Сунниты следуют принципам приверженности исламским ценностям, зафиксированным в Священном Предании, и идее руководящей роли мусульманской общины в решении жизненно важных проблем.
Сунниты признают четыре богословско-правовые школы, называемые «мазхабами»: маликитский, шафиитский, ханафитский и ханбалитский. Все другие мазхабы, являющиеся суннитскими, на сегодняшний день прекратили своё существование в связи с отсутствием преемственности. Все четыре школы признают правомерность друг друга. Мусульманин может выбрать любую из этих школ и следовать той, с которой соглашается. Никто не обязан следовать мнению одного определённого мазхаба во всех вопросах, к тому же фанатичная приверженность какому-либо из мазхабов порицается.

### Суфизм
Суфи (от араб. صوفية‎) (сулук, тазкиятун-нафс) — направление в исламе, представляющее собой учение очищения сердца от всего, помимо Бога — Пути познания и достижения Аллаха. Суфизм опирается на концепцию индивидуального достижения связи человека с Богом, но на практике он часто подразумевает существование организаций (тарикатов, орденов), лидеры которых имеют духовное преемство от учителей древности. В ряде стран суфизм составляет доминирующую часть исламской традиции, однако в других странах или кругах отношение к нему может быть неоднозначным. Оппоненты нередко считают суфизм искажением ислама, например, христианскими и индуистскими традициями, а отдельные практики суфизма даже объявляются противоречащими исламу: например, почитание умерших учителей, возведение им мавзолеев, молитвы на их могилах, экстатические пляски суфиев и концепция растворения суфия в Боге.
При всём этом существует достаточное количество людей, называющих себя суфиями, в практике которых присутствуют указанные выше отклонения от истинного ислама, что вызывает критику суфизма в целом. Суфийские ордены (тарикаты) и традиции могут заметно отличаться друг от друга.

### Салафизм
Салафи́я (араб. سلف‎ — «предки, предшественники») — суннитское течение в исламе, объединяющее мусульманских религиозных деятелей, которые в разные периоды истории ислама выступали с призывами ориентироваться на образ жизни и веру ранней мусульманской общины, на праведных предков (салаф ас-салихун; араб. السلف الصالحون‎), квалифицируя как бида все позднейшие нововведения в указанных сферах, начиная с методов символико-аллегорической трактовки Корана и заканчивая всевозможными новшествами, привнесёнными в мусульманский мир его контактами с Западом.
К салафитам причисляются, в частности, Ибн Таймийа, «ваххабиты», идеологии ассоциации «ал-Ихван ал-муслимун». В западной литературе для характеристики идеологии салафитов используются термины «традиционализм», «фундаментализм», «возрожденчество».
В XVIII веке на территории современной Саудовской Аравии сформировалось религиозно-политическое движение — ваххабизм. Движение названо по имени отца Мухаммада ибн Абд аль-Ваххаба(1703—1792), являющегося последователем Ибн Таймии (1263—1328). Как правило сторонники его идей сами называют себя салафитами. Мухаммад ибн Абд-аль-Ваххаб полагал, что настоящий ислам практиковался только первыми тремя поколениями последователей пророка Мухаммеда («Ас-Саляф ас-Салих»), и протестовал против всех последующих инноваций, считая их привнесенной извне бида.
C точки зрения некоторых этнографов, ваххабиты — сравнительно новое течение, вызванное обострением социально-экономических и политических условий между частью бедуинского населения, а также части религиозных деятелей, выразившееся как протест против богатства городских жителей и богачей. 
Также движение сыграло значительную роль в освободительной войне против Турции. В 1811—1818 годах между Египтом (формально под властью Османской империи) во главе с хедивом Мухаммедом Али-пашой и первым Салафитским государством Дирийским эмиратом произошла ваххабитская война.
Война между Османской империей и Саудитским государством закончилась разгромным поражением салафитов (ваххабитов) и ликвидацией Дирийского эмирата .
Движение было принято принцем Абдул-Азиз ибн Саудом, впоследствии основателем и первым королём Саудовской Аравии (1932—1953).
Салафитский джихадизм религиозно-политическая суннитская идеология, которая стремится установить всемирный халифат, путем ведения борьбы и войны против немусульман и оправданием насильственного свержения местных мусульманских правительств как «ближнего врага» с целью установления законов шариата.
Джихадисты салафизма интерпретируют исламские священные писания «в их самом буквальном смысле», что, по утверждению её приверженцев, приведёт к возвращению к истинному исламу.
Некоторые из ранних исламских ученых и теологов, которые оказали глубокое влияние на террроризм и идеологию современного джихадизма, включают салафитских теологов Ибн Таймию и Мухаммада ибн Абд аль-Ваххаба, наряду с современными салафитскими идеологами Рашидом Ридой, Насируддином аль-Альбани, Сайидом Кутбом.
По данным Федерального агентства по гражданскому образованию Германии, почти все террористы являются «салафитами», но не все салафиты являются террористами.
Британский писатель Шираз Махер, автор книги «Салафитский джихадизм: история идеи», прослеживает истоки этого конкретного течения до Ибн Таймии и теолога XVIII века Мухаммада ибн Абд аль-Ваххаба.

### Суннитские организации
- Аль-Васатыя (араб. «срединность») — международный научно-исследовательский и образовательно-просветительский центр, занимающийся распространением умеренного пути в исламе.
- Хабашиты — последователи шейха Абдуллаха аль-Харари. Возникли в Ливане, хотя истоки свои берут из Абиссинии. Представители этой школы являются ашаритами, шафиитами.
- Братья-мусульмане (араб. الإخوان المسلمون‎, аль-Ихван аль-Муслимун, масри الاخوان المسلمين, эль-ихва́н эль-муслими́н) — международная религиозно-политическая ассоциация, основанная в марте 1928 года учителем Хасаном аль-Банна в Исмаилии (Египет). С 1933 года штаб-квартира организации была переведена в Каир. Хасан Аль-Банна охарактеризовал движение так: «салафийское движение, ортодоксальный путь, суфийская реальность, политическая организация, спортивная группа, научное и культурное общество, хозяйственная компания и социальная идея». После смерти Хасана аль-Банна в 1949 году, в 1950 году одним из идеологов движения стал литератор Сейид аль-Кутб, казнённый в 1966 году.
- Джамаат Таблиг (урду: تبلیغی جماعت, араб. جماعة التبليغ‎) — аполитичное религиозное движение, организованное в 1926 году в Индии Мауланой Мухаммадом Ильясом. Главной целью движения считается духовное преобразование в исламе посредством работы участников на уровне широких масс людей и обращения к мусульманам вне зависимости от их социального и экономического статуса с целью приблизить их к религиозной практике ислама, указанной пророком Мухаммадом.
- Нация ислама (англ. Nation of Islam) — политическое и религиозное движение американских негров, основанное в 1930 году в Детройте, штат Мичиган, Уоллесом Фардом Мухаммадом. Вероучение «Нации ислама» сильно отличается от традиционного ислама, хотя основано на его ценностях. Основная цель организации — улучшение духовного, социального и экономического положения негров в Соединённых Штатах и всего человечества.
- Хизб ут-Тахрир аль-Ислами (араб. حزب التحرير الإسلامي‎ — «Исламская партия освобождения») — международная панисламистская политическая партия, основанная в 1953 году в Восточном Иерусалиме судьёй местного шариатского апелляционного суда Такиюддином ан-Набхани.

## Шииты
Шииты (от араб. شيعة‎ шӣ‘а — приверженцы, партия) — вторая по величине ветвь ислама. После смерти пророка Мухаммеда сформировалась группа мусульман, которые считали, что власть в общине должна принадлежать исключительно его потомкам (детям Фатимы, дочери Мухаммеда, и Али, его двоюродного брата). По мнению шиитов, право на имамат (институт верховного руководства общиной) было закреплено за родом Али божественным установлением. Первоначально эта группа являлась только политической партией, а как самостоятельное религиозно-правовое течение в исламе сформировалась позднее, при шестом имаме Джафаре ас-Садыке.

### Шииты-двунадесятники
Шииты-двунадесятники, иснаашариты или имамиты являются преобладающим направлением в рамках шиитского ислама, преимущественно распространённым в Иране, Азербайджане, Бахрейне, Ираке и Ливане, а также представленным и в других странах. Придерживаются в основном джафаритского мазхаба.

### Исмаилизм
В IX веке исмаилиты раскололись на фатимидских исмаилитов, признававшей скрытых имамов, и карматов, считавших, что имамов должно быть семь. В конце XI — начале XII веков карматы прекратили существование.
После смерти в 1094 году фатимидского халифа аль-Мустансира исмаилиты раскололись на низаритов (восточных исмаилитов), поддерживающих приход к власти старшего сына аль-Мустансира — Низара, и на мусталитов, признающих имамом фатимидского халифа аль-Мустали. Наиболее известной из низаритских сект стали хашшашины, более известные как ассасины.
К ответвлениям исмаилитов относят друзов и карматов.

### Зейдиты
Зейдиты представляют ветвь «умеренных» шиитов, распространённое на северо-западе Йемена; также одна из ветвей — нуктавиты, распространены в Иране.
Зейдиты по своим идеологическим воззрениям являются наиболее близкой группой к суннитам.

### Гулат
Гулат (араб. غلاة‎ ‘преувеличение’, мн. ч. араб. غلو‎ гулув) — термин, которым обозначается ряд сект в исламе, объединяемых верой в то, что потомки Мухаммада по линии Али — шиитские имамы — обладают качествами божественности.
- Алевиты — верят, что Али был представителем бога, а не Мухаммад.
- Гурабиты (от араб. غراب‎ ‘ворон’) — верили, что Али был внешне похож на Мухаммада, «как один ворон на другого», поэтому Джибриль ошибочно предоставил пророчество Мухаммаду.
- Алавиты (нусайриты) — верят в троицу 'айн-мим-син, первые буквы от имен Али, Мухаммада и Сальмана Перса. В основном они проживают в Западной Сирии, а также в Северном Ливане и Турции.
- Дамийты — верят, что Али был богом, а Мухаммад его посланником.
- Базигиты — верили, что Шестой имам Джафар ас-Садык был богом, а все предшествующие имамы были его посланниками.
- Йафуриты — верили, что некий Му’аммар из Куфы был богом.
- Кайсаниты — верили в имамат, который после смерти Хусайна ибн Али перешёл на Абуль-Касима Мухаммада ибн аль-Ханафию; после его смерти распались на несколько мелких групп.
- Ахл-е Хакк — крайнее шиитское эзотерическое учение, коренящееся в месопотамских течениях гулата и распространённое на западе Ирана и востоке Ирака преимущественно среди курдов.

## Хариджиты
Хариджизм (от араб. خوارج‎ х̮ава̄ридж — выступившие, покинувшие) — религиозно-политическое движение преимущественно радикального толка. Возникло в период правления халифа Али после битвы Сиффин. Часть воинов Али, недовольных результатом третейского суда, объявили себя врагами как Али, так и Муавии, и начали против них активные диверсионные и военные действия.
В конце VII века, после череды расколов, среди хариджитов сформировалось несколько течений: мухаккимиты, азракиты, надждатиты, байхаситы, аджрадиты, саалабиты, ибадиты, суфриты и др. Численность хариджитов в конце XX века, по разным оценкам, составляла от 1 до 3 миллионов человек. Хариджизм господствует преимущественно в Омане, где представлен группой ибадитов, утратившей активную нетерпимость к иноверцам.

## Кораниты
Корани́зм, или также корани́ты (араб. قرآنيون‎ или أهل القرآن‎) — исламское течение, представители которого считают Коран единственным каноническим текстом в исламе.
Коранисты считают, что Коран ясен, полон и что его можно полностью понять без обращения к хадисам и сунне. Поэтому они используют сам Коран для толкования Корана, экзегетический принцип, известный как тафсир аль-Коран би аль-Коран. Кораниты отвергают религиозный авторитет хадисов — преданий о словах или действиях Мухаммада, кодификация и записывание которых привели к появлению отличных друг от друга версий сунны среди шиитов, ибадитов и суннитов.
Хотя оппоненты называют их «коранитами» (араб. قرآنيّون‎‎), сами кораниты предпочитают именовать себя «мусульманами». Помимо основного названия, некоторыми мусульманами именуются как «отрицатели хадисов» (араб. منكروا الحديث‎‎).
Во многом коранизм близок или схож с безмазхабностью.  В XXI веке коранистская позиция в отношении хадисов приобрела популярность среди мусульман-модернистов , которые отвергают хадисы, которые, по их мнению, противоречат Корану. По утверждению религиоведа Резы Аслана, коранизм является одним из самых быстрорастущих движений в исламе.

## Идейные течения в исламе
С ранних веков существования ислама среди мусульман часто возникали разногласия в вопросах вероубеждения, среди которых можно выделить четыре основные группы вопросов:
1. Вопросы сущности Аллаха и его атрибутов, а также возможное и невозможное в отношении Аллаха и его качеств (возможность толкований качеств сущности и качеств действия и др.). Относительно этих вопросов существуют разногласия между ашаритами, каррамитами, муджассимитами и мутазилитами.
2. Вопросы связаные с предопределением, Божественной справедливостью, принуждением и свободной волей человека (касб). По этим вопросам разошлись во мнениях ашариты, джабариты, кадариты, каррамиты и наджжариты.
3. Вопросы веры, покаяния, угрозы и отсрочки наказания, обвинения в неверии и заблуждении. В этих вопросах разошлись ашариты, каррамиты, мурджииты и мутазилиты.
4. Вопросы Корана, разума, добра и зла, Божественной благодати, непогрешимости в пророчестве, также условий установления и передачи имамата. Во взглядах на эти проблемы разошлись ашариты, каррамиты, мутазилиты, шииты и хариджиты[30].

Исторически так сложилось, что большинство ашаритов являются последователями шафиитского (Индонезия, часть Египта, Сирии, Ирака, респ. Дагестан, Чечня) и маликитского (Северная Африка) мазхабов, а большинство матурдитов (взгляды которых близки к ашаритским) — ханафитского (респ. Татарстан, Башкортостан, Средняя Азия, Турция, Южная Азия).

## Исламские течения в России
Большинство российских мусульман — сунниты, придерживающиеся ханафитского и шафиитского мазхабов. К ханафитам принадлежит около 65 %, а к шафиитам — 30 % российских мусульман. Ханафитами являются большинство татар, башкир, казахов, ногайцев, кабардинцев, балкарцев, карачаевцев, черкесов, адыгейцев, абазин, шапсугов (при этом современная молодежь адыгов и абазин придерживаются ханбалитского мазхаба, так как требующие знания из числа этих народов, получают знания из стран распространения мазхаба), а также исповедующих ислам осетин. К ним относятся также около трети азербайджанцев и народы Средней Азии. Суннизм шафиитского мазхаба исповедует большая часть чеченцев и ингушей, а также все мусульманские народы Дагестана, кроме ногайцев.
Шиитами джафаритского толка являются две трети российских азербайджанцев (около 3 % мусульман России). Шиизма придерживается также часть татар, а также небольшая группа лезгин (с. Мискинджа).

## Религиозно-политические идеологии
- Исламизм — религиозно-политическая идеология и практическая деятельность, направленные на создание условий, при которых любые противоречия внутри общества и государства, где есть мусульманское население, а также межгосударственные отношения с их участием будут решаться на основе норм шариата[31].
- Панисламизм (др.-греч. Pan — «всё» и араб. Islam‎ — «ислам») — религиозно-политическая идеология, в основе которой лежат представления о духовном единстве мусульман всего мира вне зависимости от социальной, национальной или государственной принадлежности, и о необходимости их политического объединения под властью высшего духовного главы (халифа).

## Различия между суннитами и шиитами
В данном разделе дана краткая характеристика различий между основными течениями, направлениями и школами ислама. Сунниты и шииты поклоняются единственному Богу — Аллаху и чтут — Коран. Сунниты отрицают посредничество между человеком и Господом.
| Передача власти над мусульманской общиной (имамат, халифат) | |  |  |  |  |
| Сунниты допускают передачу власти халифа в результате всенародного голосования и признают законность правления первых четырёх праведных халифов — Абу Бакра, Умара, Усмана и Али. | Шииты считают, что власть в Халифате должна передаваться только среди потомков праведного халифа Али и дочери пророка Мухаммеда — Фатимы. Шииты-имамиты не признают законность правления первых трёх праведных халифов. Зейдиты признают законность правления двух первых халифов. |  |  |  |  |
| | |  |  |  |  |
| Непогрешимость имамов | |  |  |  |  |
| Сунниты не признают непогрешимость людей и считают, что все люди (кроме пророков) имеют грехи. | Шииты верят, что имамы непогрешимы во всех делах, актах, принципах и вере; двенадцать шиитских имамов превосходят в степени всех исламских пророков кроме пророка Мухаммеда. |  |  |  |  |
| | |  |  |  |  |
| «Скрытый имам» (махди) | |  |  |  |  |
| Последний преемник пророка Мухаммада, своего рода мессия (масих), который должен возвестить приближение Судного дня (киямата). | Шииты-двунадесятники связывают появление махди с восстановлением справедливости на земле перед концом света. Двенадцатый имам Мухаммад ибн аль-Хасан для шиитов является «скрытым» имамом. |  |  |  |  |
| | |  |  |  |  |
| «Скрывание веры» (такия) | |  |  |  |  |
| Для суннитов такия имела, по существу, лишь теоретическое значение. Ханафиты считали, что мусульманин в случае смертельной опасности может прибегать к такии, сделав при этом мысленную оговорку. Средневековый исламский богослов Ибн Хазм допускал внешнее проявление неверия «ради предосторожности».        | Принцип такии получил особое место и практическое применение в шиизме. Шиитская такия может применяться как для обеспечения личной безопасности, так и во имя интересов общины. В отличие от суннитов, допускавших такию как средство самозащиты, средневековые шиитские богословы рассматривали её как долг и обязанность общественного значения. В современном мире принцип такии остается в силе в тех странах, где шииты составляют меньшинство.    |  |  |  |  |
| | |  |  |  |  |
| Юридические школы | |  |  |  |  |
| Сунниты придерживаются четырёх общепризнанных мазхабов: ханафитский, шафиитский, маликитский, ханбалитский. Существовали также исчезнувшие правовые школы: аузаитский, джариритский, захиритский, лайситский и сауритский мазхаб                                                                                | У шиитов-двунадесятников в основном распространён джафаритский мазхаб. Важнейшим отличием джафаритов от суннитских мазхабов является неприятие тезиса о «закрытии врат иджтихада», а также непризнание иджмы в качестве доказательств. Есть также зейдитская, исмаилитская и др. малочисленные правовые школы. |  |  |  |  |
| | |  |  |  |  |
| | |  |  |  |  |
| Сборники хадисов | |  |  |  |  |
| Сунниты признают авторитетными шесть сборников хадисов (Кутуб ас-ситта), к которым относятся: Сахих аль-Бухари (ум. в 870 г.); Сахих Муслима (ум. в 875г.); Сунан Ибн Маджа (ум. в 887 г.); Сунан Абу Давуда (ум. в 888 г.); Джами ат-Тирмизи (ум. в 892 г.); Сунан ан-Насаи (ум. в 915 г.).                    | У шиитов-двунадесятников общепризнанными являются четыре сборника хадисов, к которым относятся: «аль-Кафи» Мухаммада аль-Кулайни (ум. в 941 г.); «Ман ля яхдурух аль-факих» Ибн Бабавайха ас-Садука (ум. в 991 г.); «Тахзиб аль-ахкам» и «аль-Истибсар» Абу Джафар ат-Туси (ум. в 1068 г.). Между тем, шииты признают как достоверные большинство хадисов, приведенных в шести суннитских сборниках.                                                    |  |  |  |  |
| | |  |  |  |  |
| Временный брак (мута) | |  |  |  |  |
| Запрещён. Сунниты признают, что временный брак был разрешён пророком Мухаммадом во время одного из военных походов, но вскоре был им же отменён. Аят, на который ссылаются шииты в качестве доказательства дозволенности временного брака, большинство суннитских богословов трактуют как выплату калыма (махр) | Разрешён у имамитов. Запрещён у зейдитов и исмаилитов. Шииты-двунадесятники утверждают, что временный брак был разрешён в аяте «… А за то, чем вы пользуетесь от них, давайте им их награду по установлению. И нет греха над вами, в чём вы согласитесь между собой после установления.» (Коран, 4:24) и не был отменён никаким другим аятом, поэтому практикуют его и по сей день. Количество временных браков у шиитов-двунадесятников не ограничено. |  |  |  |  |
| | |  |  |  |  |
| Праздники и траурные дни | |  |  |  |  |
| Сунниты, как и шииты, отмечают праздники Ураза-байрам и Курбан-байрам. В день Ашура сунниты соблюдают желательный пост по случаю избавления народа Израиля от фараона. | День Ашура (Шахсей-вахсей) связан с мученической смертью Хусейна ибн Али. Траурные мероприятия включают в себя поминальные вечера и шествия, читаются хутбы о событиях Ашуры. В этот день шииты одеваются в чёрное и бьют себя в грудь, исполняя траурные песнопения. |  |  |  |  |
| | |  |  |  |  |
| Места паломничества (зиярат) | |  |  |  |  |
| Сунниты считают обязательным паломничество к Запретной мечети в Мекке и дозволенным посещение Мечетей Пророка и Аль-Аксы. | Шииты, помимо трёх мечетей (Запретная мечеть, Мечеть Пророка и Аль-Акса), совершают паломничество в город Кербела (Ирак) к мавзолею имама Хусейна для совершения обряда поминовения имама Хусейна. |  |  |  |  |
| | |  |  |  |  |